# Római Szent Franciska
Római Szent Franciska (Róma, 1384. – Róma, 1440. március 9.) itáliai misztikus, szerzetesnő.

## Életpálya
Nagyon korán megtanult olvasni. Olvasmányai hatására  hatéves korában döntött úgy, hogy követi a vértanúkat vagy a szüzeket. Az olivetánus bencésekhez tartozó Antonio de Monte Savello atya harmincöt éven át volt Franciska lelki vezetője. Tizenegy évesen engedélyt kapott arra, hogy próbaidőre gyakorolja a vezeklés néhány formáját. Tizenhárom évesen atyja akaratára férjhez ment. Házasságukból hat gyermek született, közülük öt rövid időn belül elhalálozott. A folyamatos háborús események miatt házukat fölgyújtották, és amit csak találtak, elrabolták. Franciska a ház épen maradt részében kórházat rendezett be, a sebesültek és betegek ápolásával enyhített a szenvedéseken.
1425. augusztus 15-én alapította meg a bencés obláták kongregációját, a bencés harmadrendet. 1433-ban Róma legszentebb dombja, a Capitolium mellett kolostort alapított azoknak a nővéreknek, akik nem voltak családjukhoz kötve. Maga 1436-ban férje halálakor csatlakozott a rendhez. Templomul a fórumon lévő Santa Maria Nova-templomot választotta. Isten szolgálatában vállalta, hogy folytatja a Svéd Szent Brigitta (1373) és a Sziénai Szent Katalin (1380) küldetését: jótékonyságával és szent életével ébren tartani a hitet és a megújulásba vetett reményt. Szentté avatását követően róla nevezték el a templomot, ami a Római Szent Franciska-templom nevet viseli. V. Pál pápa avatta szentté, ünnepét a következő évben fölvették a római naptárba.

## Családi kapcsolat
Apja Anagniból származó nemes, Paolo Bussa de'Leoni, édesanyja Jacobella de'Roffredeschi volt. Hárman voltak testvérek.

## Művei
- (szerk.)  Giovanni Pozzi – Claudio Leonardiː Olasz misztikus írónők, Európa Könyvkiadó, Budapest, 2001, ISBN 963-07-6849-6, 241–253. o.